# Jan van Amstel
Jan van Amstel lub Jan de Hollander (ur. 1500 w Amsterdamie, zm. 1542 w Antwerpii) – niderlandzki malarz.

## Życiorys
Amstel żył i tworzył w Antwerpii, gdzie w 1528 roku został mistrzem i dołączył do Gildy św. Łukasza. Tam też poślubił siostrę innego malarza holenderskiego Pietera Coecka van Aelsta, Adriane van Doornicke. Był głównie malarzem pejzażystą, ale malował również sceny biblijne na tle pejzażowym oraz swobodne sceny obyczajowe.
Do chwili obecnej nie zachowały się żadne dzieła, których atrybucje można by było niezbicie poświadczyć. Artystę identyfikuje się z tzw. Monogramistą Brunszwickim, autorem m.in. Przypowieści o gościach weselnych (Brunszwik), gdzie jeden z historyków sztuki Genaille rozszyfrował w monogramie litery J.v.AMSL. Częściowy monogram jak i datę powstania obrazu można odnaleźć na obrazie Wjazd Chrystusa do Jerozolimy. Jeżeli identyfikacja artysty jest prawidłowa jest on autorem obrazów biblijnych: Ecce Homo (w Amsterdamie), Droga na Golgotę (Luwr, Paryż), Ofiara Abrahama (Luwr). Obrazy te (choć co jakiś czas przypisywane różnym artystom) charakteryzują się małymi postaciami rozmieszczonymi w grupach na rozległej przestrzeni oraz ich moralizatorska wymowa wyraźnie rozróżniająca drogę przez zbawienie od grzechu. Swoim stylem poprzedzał Petera Bruegla starszego.